# Bethune (Dél-Karolina)
Bethune város az USA Dél-Karolina államában, Kershaw megyében. Lakosainak száma 315 fő (2020. április 1.).

## Népesség
A település népességének változása:
| Lakosok száma | 352  | 334  | 315  |
|               | 2000 | 2010 | 2020 |